# Paula Ormaecheaová
Paula Ormaecheaová (* 28. září 1992, Sunchales) je argentinská profesionální tenistka. Ve své dosavadní kariéře na okruhu WTA Tour nevyhrála žádný turnaj. V rámci okruhu ITF získala k roku 2021 patnáct titulů ve dvouhře a devět ve čtyřhře.
Na žebříčku WTA byla nejvýše ve dvouhře klasifikována v říjnu 2013 na 59. místě a ve čtyřhře pak v červenci téhož roku na 188. místě. trénuje ji Federico Paskvan.
26. dubna 2009 debutovala ve fedcupovém týmu Argentiny, když nastoupila do čtyřhry v baráži o Světovou skupinu proti Ukrajině. První dvouhru v soutěži odehrála roku 2010 ve Světové skupině II proti Estonsku.

## Finálové účasti na turnajích okruhu WTA
| Legenda                           |
| --------------------------------- |
| D – dvouhra; Č – čtyřhra          |
| Grand Slam (0)                    |
| Turnaj mistryň (0)                |
| Premier Mandatory & Premier 5 (0) |
| Premier (0)                       |
| International (0–1 D)             |

### Dvouhra: 1 (0–1)
| Stav       | Č. | Datum          | Turnaj           | Povrch | Finalistka         | Výsledek |
| ---------- | -- | -------------- | ---------------- | ------ | ------------------ | -------- |
| Finalistka | 1. | 24. února 2013 | Bogotá, Kolumbie | antuka | Jelena Jankovićová | 1–6, 2–6 |

## Finálové účasti na turnajích okruhu ITF
| $100,000 tournaments |
| $75,000 tournaments  |
| $50,000 tournaments  |
| $25,000 tournaments  |
| $10,000 tournaments  |

### Dvouhra (16 titulů)
| Č.  | Datum         | Turnaj                          | Povrch | Poražená soupeřka          | Výsledek            |
| --- | ------------- | ------------------------------- | ------ | -------------------------- | ------------------- |
| 1.  | listopad 2009 | Buenos Aires, Argentina         | antuka | Verónica Spiegelová        | 6–4, 3–6, 6–2       |
| 2.  | listopad 2009 | Asunción, Paraguay              | antuka | Andrea Kochová-Benvenutová | 4–6, 6–4, 6–2       |
| 3.  | červen 2010   | Buenos Aires, Argentina         | antuka | Lucía Jara Lozanová        | 6–2, 6–2            |
| 4.  | červenec 2010 | Bogotá, Kolumbie                | antuka | Julia Cohenová             | 7–5, 6–2            |
| 5.  | červenec 2010 | Brasília, Brazílie              | antuka | Ana-Clara Duarteová        | 3–6, 7–6(1), 7–6(6) |
| 6.  | březen 2011   | Santiago, Chile                 | antuka | Catalina Pellaová          | 6–2, 7–6(4)         |
| 7.  | září 2011     | Podgorica, Černá Hora           | antuka | Danka Kovinićová           | 6–1, 6–1            |
| 8.  | září 2011     | Foggia, Itálie                  | antuka | Renata Voráčová            | 6–4, 6–4            |
| 9.  | květen 2013   | Saint-Gaudens, Francie          | antuka | Dinah Pfizenmaierová       | 6-3, 3–6, 6-4       |
| 10. | červen 2015   | Padova, Itálie                  | antuka | Réka Luca Janiová          | 6–3, 6–4            |
| 11. | duben 2016    | São José do Rio Preto, Brazílie | antuka | Laura Pigossiová           | 6–4, 6–1            |
| 12. | duben 2016    | Lins, Brazílie                  | antuka | Harmony Tanová             | 6–3, 6–2            |
| 13. | duben 2016    | Bauru, Brazílie                 | antuka | Julieta Lara Estableová    | 1–6, 6–3, 7–5       |
| 14. | červenec 2018 | Baja, Maďarsko                  | antuka | Nina Potočniková           | 6–3, 7–5            |
| 15. | září 2019     | St. Pölten, Rakousko            | antuka | Réka Luca Janiová          | 2–6, 6–3, 6–3       |
| 16. | říjen 2022    | Tucumán, Argentina              | antuka | Valerija Strachovová       | 6–2, 6–3            |

### Čtyřhra (9 titulů)
| Č. | Datum         | Turnaj                    | Povrch | Spoluhráčka                        | Poražené soupeřky                               | Výsledek         |
| -- | ------------- | ------------------------- | ------ | ---------------------------------- | ----------------------------------------------- | ---------------- |
| 1. | červenec2010  | Bogotá, Kolumbie          | antuka | Andrea Gámizová                    | Mailen Aurouxová Karen Emilia Castiblanc Duarte | 5–7, 6–4, 7–5    |
| 2. | březen 2011   | Santiago, Chile           | antuka | Maria-Fernanda Alvesová            | Barbara Rushová Carolina Zeballosová Duartová   | 6–3, 7–6(2)      |
| 3. | duben 2011    | Buenos Aires, Argentina   | antuka | Maria-Fernanda Alvarezová-Teranová | Maria Irigoyenová Florencia Molinerová          | 4–6, 7–5, [10–4] |
| 4. | červen 2011   | Řím – Tevere Remo, Itálie | antuka | Veronica Cepede Roygová            | Marina Šamajková Sofia Šapatavová               | 7–5, 6–4         |
| 5. | květen 2013   | Saint-Gaudens, Francie    | antuka | Julia Glushková                    | Stephanie Duboisová Kurumi Naraová              | 7–5, 7-6(11)     |
| 6. | září 2017     | Terst, Itálie             | antuka | Martina Caregarová                 | Alice Balducciová Camilla Scalová               | 5–7, 7–5, [10–1] |
| 7. | červenec 2018 | Baja, Maďarsko            | antuka | Natalija Stevanovićová             | Nicoleta Dascăluová Isabella Šinikovová         | bez boje         |
| 8. | říjen 2018    | Sevilla, Španělsko        | antuka | Andrea Gámizová                    | Anastasija Komardinová Başak Eraydınová         | 7–5, 7–6(5)      |
| 9. | září 2019     | Záhřeb, Chorvatsko        | antuka | Anna Bondárová                     | Amandine Hesseová Daniela Seguelová             | 7–5, 7–5         |